# Roos Vonk
Roosje (Roos) Vonk (Leiden, 4 november 1960) is een Nederlandse hoogleraar sociale psychologie aan de Radboud Universiteit Nijmegen, auteur en columniste.

## Leven en werk
Vonk studeerde aan de Universiteit Leiden. Ze promoveerde aan diezelfde universiteit in 1990. In 1999 werd ze benoemd tot persoonlijk hoogleraar aan de Radboud Universiteit Nijmegen. Nadien heeft Vonk psychologische kennis ook toegankelijk en toepasbaar gemaakt voor een breed publiek: ze geeft lezingen, gaf tot 2010 (management)trainingen en schrijft columns (onder andere in Psychologie Magazine en tot 2012 in Intermediair), artikelen en boeken voor een algemeen publiek. Zo schreef ze enkele artikelen voor de Volkskrant waarin ze sociaalpsychologisch onderzoek bespreekt dat licht werpt op maatschappelijke thema's, bijvoorbeeld waarom we goeddoeners zo irritant vinden en wat de keerzijde is van ‘luisteren naar je gevoel’. Ook schreef ze enkele studieboeken, zo is ze redacteur van het boek Sociale Psychologie dat aan veel hbo-opleidingen wordt gebruikt.
Vonk publiceerde over slijmen, kwetsbare ego's, eerste indrukken, intieme relaties, macht en leiderschap, menselijke gebreken en irritant gedrag, androgynie, zelfwaardering en zelfkennis. In haar onderzoek over slijmen concludeerde ze dat mensen hier zeer gevoelig voor zijn en vaak niet merken als er tegen hen geslijmd wordt, zelfs niet als er veel op het spel staat. Doordat er veelal geslijmd wordt tegen hoger geplaatsten, is het gedrag van mensen tegenover lager geplaatsten informatiever over hoe iemand echt is – een bevinding die bij werving en selectie van personeel wordt toegepast door Laszlo Bock, hoofd van HR bij Google. Ze deed onderzoek naar menselijke zwakheden, zoals zelfoverschatting en "emotionele incontinentie", en naar manieren om tot zelfverbetering te komen. Ze werkte samen met Kristin Neff, pionier op het gebied van empirisch onderzoek naar zelfcompassie, en ze vertaalde Neff’s test voor zelfcompassie. Daarnaast heeft ze verscheidene thematische websites opgericht met tips en informatie vanuit haar vakgebied, bijvoorbeeld over de eerste indruk en over zelfcompassie.
Van 2005 tot 2008 was Vonk voorzitter van Stichting Wakker Dier. Ze schrijft regelmatig opiniestukken met kritiek op de intensieve veehouderij, bijvoorbeeld op Joop.nl, in de Volkskrant en NRC Handelsblad. In 2010 was ze initiator en coördinator van een pleidooi voor een meer duurzame veehouderij van meer dan honderd Nederlandse hoogleraren uit diverse disciplines. In het pleidooi werden problemen van uitstoot van broeikasgassen, effecten van te veel mest/stikstof, dierziekten (bv. Q-koorts) en dierenwelzijn uitvoerig beschreven.
In augustus 2011 bracht Vonk samen met de collega's Marcel Zeelenberg en Diederik Stapel van de Universiteit van Tilburg een persbericht uit waarin zij op grond van een onderzoek concludeerden dat vleeseters asocialer en egoïstischer zouden zijn dan niet-vleeseters. Toen bleek dat Stapel gebruik had gemaakt van gefingeerde gegevens bood Vonk excuses aan voor het persbericht. Nadien stelde de Radboud Universiteit Nijmegen een onderzoek in naar de rol van Vonk waarna ze niet schuldig bevonden werd aan fraude maar wel berispt werd wegens "onzorgvuldig professioneel handelen".
In september 2017 schreef Vonk een opiniestuk in NRC waarin ze de behandeling van dieren in de veehouderij, ‘als productiegoederen zonder gevoel en zonder individualiteit, zoals ook ooit slaven en Joden’, vergeleek met ‘een grootschalige industriële Holocaust’. Na het ontstaan van controverse over deze vergelijking werd ze door de Radboud Universiteit terechtgewezen.

## Selectie wetenschappelijke publicaties
- The cognitive representation of persons. A multivariate study of implicit personality theory, impression formation, and person judgments (proefschrift Universiteit Leiden), 1990
- Vonk, R. (1998). The slime effect: Suspicion and dislike of likeable behavior toward superiors. Journal of Personality and Social Psychology, Vol 74(4), Apr 1998, 849-864.
- Neff, K. D., & Vonk, R. (2009). Self‐compassion versus global self‐esteem: Two different ways of relating to oneself. Journal of personality, 77(1), 23-50.
- Vonk, R., Radstaak, M., De Heus, P., & Jolij, J. (2019). Ironic effects of feedback on contingency of self-worth: Why self-reports of contingency are biased. Self and Identity, 18(2), 183-200.
- Stel, M., Van Baaren, R. B., & Vonk, R. (2008). Effects of mimicking: Acting prosocially by being emotionally moved. European journal of social psychology, 38(6), 965-976.
- Vonk, R. (1996). Negativity and potency effects in impression formation. European Journal of Social Psychology, 26(6), 851-865.
- Vonk, R. (1999). Impression formation and impression management: Motives, traits, and likeability inferred from self-promoting and self-deprecating behavior. Social Cognition, 17(4), 390-412.
- Heijmer, T., & Vonk, R. (2002). Effecten van een regionaal accent op de beoordeling van de spreker. Nederlands Tijdschrift voor de Psychologie, 57, 108-113.
- Sociale psychologie (2005; derde geheel herziene druk 2018). (Red). Amsterdam: Boom.

## Boeken
- De eerste indruk, 1998, herziene druk 2017, uitgeverij Maven Publishing, ISBN 9789492493163
- Ego's en andere ongemakken - psychologie van alledaagse menselijke eigenaardigheden, 2009, uitgeverij Scriptum, ISBN 9789055946952
- Menselijke gebreken voor gevorderden, 2011, ISBN 9789055948185
- Liefde, lust en ellende, 2013, ISBN 9789055942947
- Je bent wat je doet - van zelfkennis naar gedragsverandering, 2014, ISBN 9789491845017
- Collega's en andere ongemakken - de psychologie van de werkvloer, 2015, ISBN 9789491845543